# Мето Йовановски (писател)
 Тази статия е за писателя.  За актьора вижте Мето Йовановски (актьор).  
Мето Йовановски (на македонска литературна норма: Мето Јовановски) е писател, романист, есеист и драматург от Република Македония.

## Биография
Роден е в 1928 година в преспанското село Брайчино, тогава в Югославия. Завършва Педагогическо училище в Скопие и работи като новинар в „Нова Македония“, а след това в Радио-телевизия Скопие, като редактор във Филмова редакция. Пръв председател е на Македонския хелзингски комитет. Член е на дружеството Независими писатели на Македония и на Македонския ПЕН център. На 9 ноември 2006 година заедно със Слагяна Тасева основава неправителствената организация за борба против корупцията Транспарентност - нулта корупция. 

## Творчество
Разкази
- „Јадреш“, 1956
- „Мени на мојата месечина“, 1959
- „Првите човекови умирања“, 1971
- „Патот до осамата“, 1978
- „Крстопат кон спокојот“, 1987
- „Љубовта на Грифонот“, 2005.

Романи
- „Хајка на пеперутки“, 1957
- „Слана во цутот на бадемите“, 1965
- „Земја и тегоба“, 1968
- „Сведоци“, 1970
- „Будалетинки“, 1973
- „Орловата долина“, 1979
- „Крлежи“, 1984 и
- „Балканска книга на умрените или Ослободување преку зборување“, 1992.

Книги за деца
- „Љуман Арамијата“, 1954 и
- „Војвода над војводите“, 1980.

Автор е и на пътеписа „Клучевите на Манхатан“, 1983, както и на радио и тв драми. Съставител е на антологията „Една друга Америка“, 1978 и на лексиконите „Кој е кој, што е што“, 1963 и „Мал литературен лексикон“, 1971.
Превеждан е на много езици. Превежда от английски и руски език.